# Nicolás Casariego

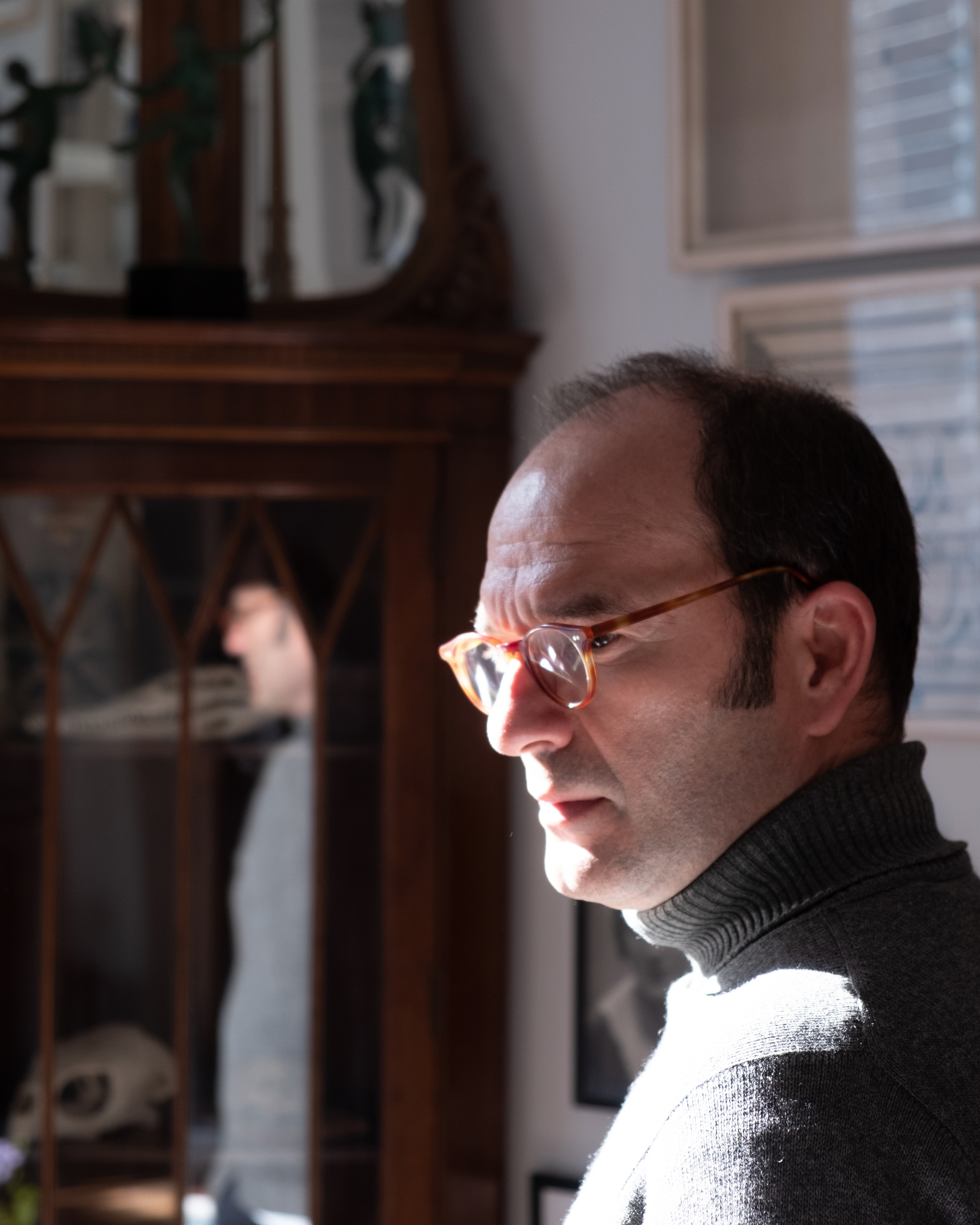
Nicolás Casariego, en su estudio de Madrid. (Fotografía: Mateo Casariego, 2019.)

Nicolás Casariego Córdoba (Madrid, 1970) es un escritor y guionista español.

## Biografía
Hijo del arquitecto Pedro Casariego Hernández-Vaquero (1927-2002) y de la experta en tintes naturales Carmen Córdoba Gomendio, tiene cinco hermanos y dos hermanas. Pedro Casariego (apodado Pecascor, fallecido en 1993) y Martín Casariego son, como él, escritores. 
Estudió en el Colegio Estudio de Madrid y se graduó en Negocios Internacionales por la European Business School, con estancias en París y Londres. Ha cultivado los géneros de novela, relatos, cuentos infantiles, ensayo y crónica. Es coautor de varios guiones de largometrajes y autor de teatro.
Debutó como escritor con un relato en la antología Páginas Amarillas (1997), y como novelista con Dime cinco cosas que quieres que te haga (1998), un thriller generacional protagonizado por jóvenes y ambientado en el servicio militar. Con Cazadores de luz (2005), distopía que transcurre en un mundo futuro donde la imagen lo es todo, fue finalista del Premio Nadal. En Antón Mallick quiere ser feliz (2010) narró con humor las desventuras de su protagonista, un descendiente de húngaros obsesionado por alcanzar la felicidad. Carahueca (2011), thriller psicológico sobre un monstruo de cuento que se hace real, fue la novelización del guion de la película Intruders (2011), dirigida por Juan Carlos Fresnadillo y protagonizada por Clive Owen, cuyo guion coescribió con Jaime Marques.
En su ensayo Héroes y antihéroes en la literatura (2000), apostó por tratar de acercar los clásicos a lectores jóvenes o espíritus curiosos para que se atrevieran a leerlos sin prejuicios. Consiste en un paseo junto a dos héroes (Héctor y el Cid) y dos antihéroes (Henry Fleming y Bartleby).
Ha publicado dos volúmenes de relatos, La noche de las doscientas estrellas (1998) y Lo siento, la suma de colores da negro (2007), y una serie de libros infantiles de primera lectura, protagonizados por un niño de cinco años, Marquitos, que se transforma en el personaje que imagina, ilustrados por Javier Andrada.
Ha publicado numerosos artículos de viajes y otras colaboraciones en periódicos como El País, y El Mundo, y ha impartido talleres literarios y de guion. Ha sido escritor residente en Ledig House, Nueva York, invitado por el centro artístico Art Omi. Ha participado como autor invitado en festivales literarios de Londres, Nueva York, Melbourne, Dublín y Toronto, entre otros.
En septiembre de 2023, la película La sociedad de la nieve, adaptación del libro del mismo título escrito por Pablo Vierci, dirigida por J. A. Bayona y producida por Netflix, cierra el Festival internacional de Cine de Venecia. Casariego participó en la escritura del guion junto al propio director, Jaime Marques y Bernat Vilaplana. Cuenta la aventura de supervivencia protagonizada por un grupo de jóvenes jugadores de rugby uruguayos que sufrieron en 1972 un accidente de avión en la cordillera de los Andes. De los 45 pasajeros que viajaban, y tras varios meses de penurias, sobrevivieron 16.
También en otoño de 2023 ha publicado Rayografía en la editorial Debate. Ente la crónica y el diario, narra la temporada 2022/23 del club madrileño Rayo Vallecano en la primera División española. Para obtener el abono, hubo de hacer en pleno agosto una cola de 32 horas de duración que incluyó una noche al raso junto al estadio, en la calle Payaso Fofó. Casariego asistió a todos los partidos del Rayo en Vallecas y a otros 11 en distintas ciudades, pudiendo así analizar las luces y las sombras del fútbol actual desde la perspectiva de un aficionado. En el ensayo, escrito con sentido del humor, trata desde temas sociales relacionados con el balompié hasta el análisis financiero de las cuentas del club, el crecimiento urbanístico de Vallecas o cuál es el proceso de la emoción que se produce en nuestro cerebro cuando asistimos a un gol de nuestro equipo en el último minuto. Cientos de personajes, desde hinchas hasta leyendas del fútbol o los propios familiares y amigos del autor se asoman a una narración poliédrica en la que Casariego, jornada tras jornada, trató de comprender mejor una pasión, la del fútbol, de la que resulta difícil escapar una vez te ha atrapado. 

## Obra

### Novelas
- Dime cinco cosas que quieres que te haga (Espasa, 1998).
- Cazadores de luz (Destino, 2005; finalista del premio Nadal)[1]
- Antón Mallick quiere ser feliz (Destino, 2010; traducida al inglés por Tom Bunstead, Antón Mallick wants to be happy, Hispabooks, 2014).
- Carahueca (Temas de Hoy, 2011).

### Relatos
- La noche de las doscientas estrellas (Lengua de Trapo, 1998).
- Lo siento, la suma de colores da negro (Destino, 2007).

### Ensayo
- Héroes y antihéroes en la literatura (Anaya, 2000).
- Rayografía (Debate, 2023).

### Cuentos infantiles
- Marquitos detective (SM, 2007).
- Marquitos caballero (SM, 2009).
- Marquitos ladrón (SM, 2012).
- Marquitos vampiro (SM, 2014).
- Marquitos superhéroe (SM, 2018).

### Guiones cinematográficos (largometraje)
- Y decirte alguna estupidez, por ejemplo, te quiero (2000). Coescrito con Martín y Antón Casariego, dirigido por Antonio del Real y adaptación de la novela del mismo título de Martín Casariego.https://www.martin-casariego.com/obra-publicada/y-decirte-una-estupidez-por-ejemplo-te-quiero/
- ¿Tú qué harías por amor? (2003). Coescrito con Martín Casariego, Antón Casariego y Carlos Saura Medrano. Dirigida por este último; adaptación de la novela El chico que imitaba a Roberto Carlos, de Martín Casariego. https://www.martin-casariego.com/obra-publicada/tu-que-harias-por-amor/
- Intruders (2011). Coescrito con Jaime Marques, se presentó mundialmente en el Festival de Toronto; producido por Apaches Entertainment, Universal Pictures International y Antena 3. Dirigido por Juan Carlos Fresnadillo y protagonizado por Clive Owen y Daniel Brühl).
- La sociedad de la nieve. Coescrito con J.A. Bayona, Bernat Vilaplana y Jaime Marques.

### Teatro
- Amor casual (2012). Texto y dirección; con Manuela Vellés y Miguel Ángel Muñoz, representada en Microteatro por Dinero, Madrid. https://manuelavelles.com/trabajos/amor-casual/

## Premios
Medallas del Círculo de Escritores Cinematográficos
| Año  | Categoría               | Película             | Resultado |
| ---- | ----------------------- | -------------------- | --------- |
| 2023 | La sociedad de la nieve | Mejor guion adaptado | Ganador   |